# Potoki (Strzeszyn)
Potoki – część wsi Strzeszyn w Polsce, położona w województwie małopolskim, w powiecie gorlickim, w gminie Biecz. Wchodzi w skład sołectwa Strzeszyn.
W latach 1975–1998 Potoki administracyjnie należały do województwa krośnieńskiego.